# János angol király
János vagy Földnélküli János (1166/1167. december 24. – 1216. október 19.) Anglia királya 1199-től haláláig. Uralkodása során elvesztette Normandiát. Az angol bárók lázadását követően János írta alá a Magna Cartát, az angol alkotmányos rendszer történetének egyik legelső alapdokumentumát.
János II. Henrik angol király ötödik és egyben legkisebb fiaként született, és emiatt sokáig nem számíthatott jelentős földbirtokokra; ekkor kapta a „Földnélküli” gúnynevet. Bátyjai 1173-ban kezdődött és 1174-ben levert lázadását követően azonban ő vált apja kedvencévé. Henrik kinevezte őt Írország urává, és tekintélyes birtokokkal látta el Angliában és a kontinensen. Amikorra bátyja, Oroszlánszívű Richárd trónra lépett, többi fiútestvére már meghalt, így ő lett az angol trón örököse. Mialatt Richárd a harmadik keresztes háború során a Szentföldön tartózkodott, János megpróbálta megszerezni a hatalmat, de nem járt sikerrel.
Richárd 1199-ben gyermektelenül halt meg, így Jánost Anglia királyává koronázták. A másik jelölt, unokaöccse, Artúr bretagne-i herceg számíthatott Fülöp francia király támogatására. 1200-ban azonban a Le Goulet-i szerződésben János és Fülöp rendezték területi vitájukat a francia területeken. 1202-ben Jánosnak sikerült elfognia Artúrt, akit meggyilkoltatott, amikor szorult helyzetbe került. Hívei emiatt azonban, és azért, ahogyan a normandiai, breton és anjoui nemesekkel bánt, még inkább elpártoltak tőle. 1204-ben a franciák teljesen megszállták az angol koronához tartozó Normandiát. A következő évtized során János elsődleges célja a hercegség visszafoglalása lett, ezért új adókat vetett ki, megreformálta a hűbéri katonai szolgálat rendjét és az igazságszolgáltatást. Jogi reformjai maradandó nyomot hagytak az angol szokásjogban. 1209-ben a canterburyi érsek kinevezése fölötti vita miatt III. Ince pápa kiátkozta, Angliát pedig egyházi tilalom alá helyezte. Az interdiktumot csak 1213-ban oldották fel.
1214-ben János megindította Normandia visszafoglalását célzó hadjáratát, de a bouvines-i csatában szövetségesei döntő vereséget szenvedtek. Hazatérése után az angol bárók a magas adók és a főurakkal való bánásmódja miatt fellázadtak ellene. Az egyezkedés során mindkét fél aláírta a Magna Cartát, bár a benne foglaltakat egyik fél sem kívánta betartani. Amikor a harcokban János felülkerekedett, a bárók behívták Fülöp francia király fiát, Oroszlán Lajost. János kelet-angliai hadjáratán elkapta a vérhast és 1216. október 19-én meghalt. A trónon kilencéves fia, III. Henrik követte.
János sokáig vitatott személyisége volt az angol történelemnek, a vele ellenséges középkori krónikások kegyetlennek, kapzsinak, istentelennek és bujának írták le. A reformáció után példaként tekintették a pápával szembeni kiállását. A viktoriánus irodalomban és a modern Robin Hood-történetekben negatív figuraként szerepel. Ma a történészek árnyaltabban látják alakját: bár jelleme még a kor standardjaival mérve is hagy kívánnivalót maga után, emellett művelt volt, hadseregét jól szervezte, és nagy gondot fordított a megfelelő közigazgatásra és igazságszolgáltatásra.

## Származása

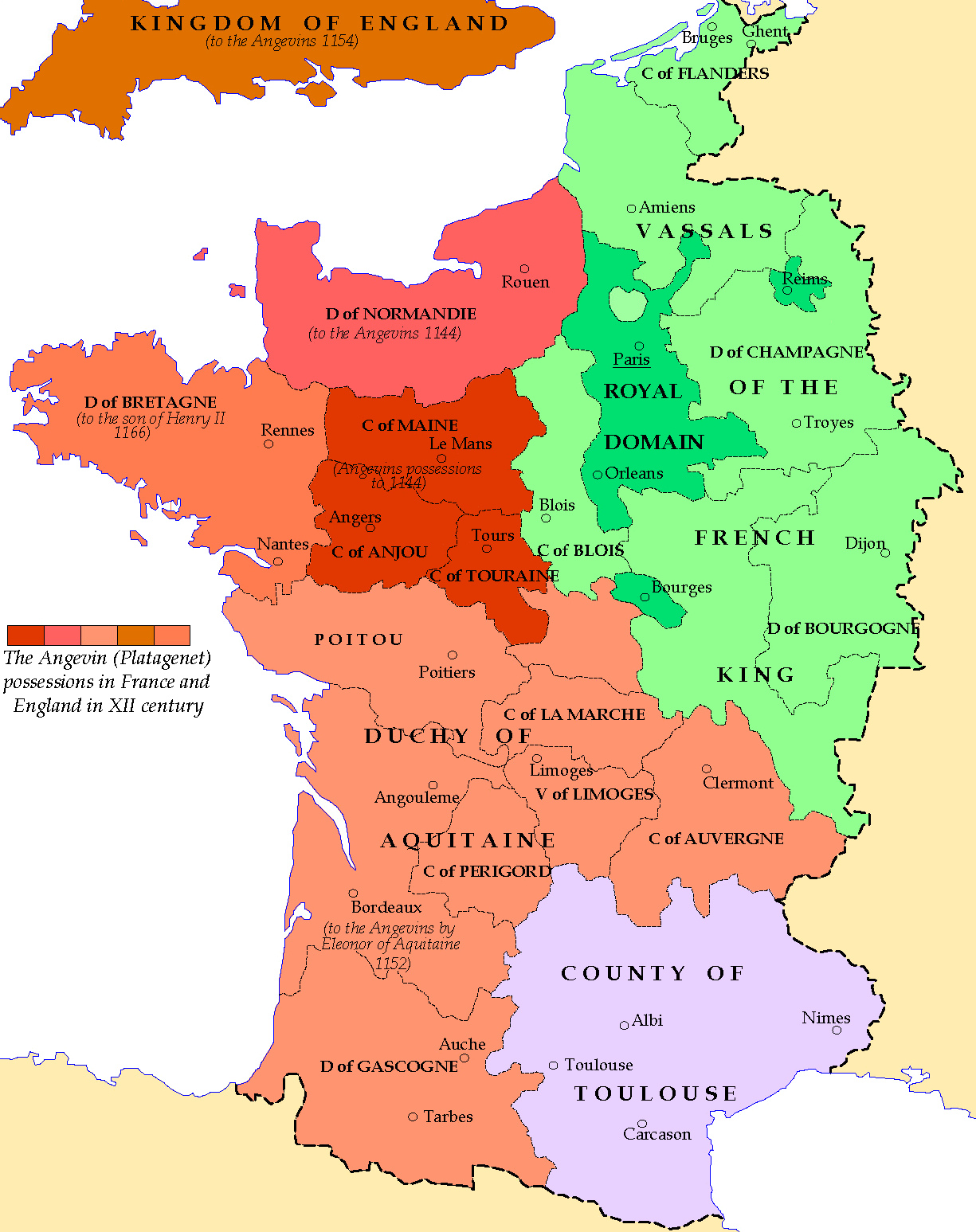
A Plantagenet-birodalom Nyugat-Franciaországban (narancssárgával)

János 1166. december 24-én született II. Henrik angol király és felesége, Aquitániai Eleonóra nyolcadik, legkisebb gyermekeként. Henrik jelentős területeket örökölt, Anglián kívül Normandiát és Anjout, ezen kívül meghódította Bretagne-t. Eleonóra (VII. Lajos francia király elvált felesége) a hatalmas Aquitániai hercegség fölött uralkodott és bizonytalan követelése volt a délfrancia Toulouse-ra és Auvergne-re is. Így a kiterjedt Plantagenet-birodalom magába foglalta a Brit-szigetek nagyobbik részét, valamint egész Nyugat-Franciaországot. Az angol király uralma Anjoutól délre azonban igen bizonytalan, sok esetben csak névleges volt és a korábban erős angol-normann kapcsolatok is meggyengültek idővel. A helyzetet tovább bonyolította, hogy Henrik Angliában független királyként uralkodott, franciaországi hercegségeit viszont formálisan a francia király vazallusaként bírta, aki ellen gyakran szövetkezett a német-római császárral.
Jánost az arisztokrata családok szokása szerint röviddel születése után dajkára bízták. Eleonóra Aquitánia fővárosába, Poitiers-be utazott, Jánost és egyéves nővérét, Johannát pedig északra küldette a fontevraud-i apátságba; talán azért, mert legkisebb fiának egyházi pályát szánt. Szülei ezután alig játszottak szerepet János életében; Eleonóra a király ellen szervezkedett és egy felkelés után hosszú időre börtönbe vetették. A fiút feltehetően egy tanítómester (magister) gondjaira bízták, később pedig az angol Ranulph Glanville oktatta. Egy ideig legidősebb (életben lévő) bátyja udvarában élt, ahol valószínűleg a nemesifjak neveltetésének megfelelően megtanult vadászni és fegyvert forgatni.
János felnőtt korára 165–170 cm magas, erőteljes, „hordómellű” testalkatú, sötétvörös hajú férfivá érett; a kortársak szerint külseje olyan volt, mint a Poitou-belieké. Szeretett ostáblát játszani, olvasni és a korban szokatlan módon könyveit utazásaira is magával vitte. Lelkesen vadászott, kedvelte a zenét (az éneklést nem), ismert volt ékszergyűjteményéről és fényűző ruházkodásáról, a francia krónikások pedig feljegyezték rossz ízlését a borok terén. A kortársak leírása alapján időnként „szívélyes, szellemes, nagylelkű és vendégszerető” volt, máskor viszont irigy, túlérzékeny és dühöngő hangulatba került; mérgében az ujjait rágta.

## Ifjúsága

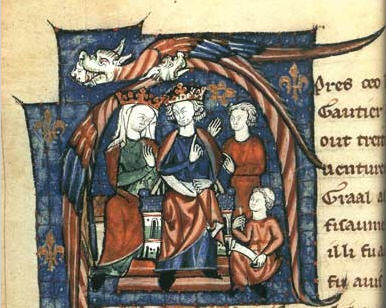
II. Henrik és Aquitániai Eleonóra

II. Henrik még életében megpróbálta elrendezni az örökösödés kérdését. Legidősebb életben lévő fiát, Henriket 1170-ben Anglia királyává koronázták, de az uralkodó semmilyen tényleges hatalmat nem adott a kezébe. Apja megígérte neki, hogy később megkapja Anjout és Normandiát is. Richárd megkapta Poitou grófságát és Aquitánia kormányzását, Geoffrey pedig Bretagne-t. A legkisebb Jánosnak már semmilyen főnemesi cím sem jutott, és apja tréfásan „Földnélkülinek” (Lackland) nevezte el.
Az ötéves Jánost apja eljegyezte III. Umberto savoyai herceg lányával és örökösével, Alais-val, és a házassági szerződésnek megfelelően névlegesen átadta fiának Chinon, Loudun és Mirebeau várait. Henrik trónörökös megneheztelt apjára, amiért az megkérdezése nélkül osztogatta leendő örökségét. Alais átkelt az Alpokon, és megérkezett II. Henrik udvarába, de még azelőtt meghalt, hogy összeházasodhatott volna Jánossal.
1173-ban János bátyjai (anyjuk, Eleonóra felbujtására) fellázadtak a király ellen. Henrik trónörököst egyre inkább zavarta, hogy nem kap tényleges hatalmat, és aggasztotta, hogy apja további várakat és birtokokat ajándékozhat el, ezért Párizsba utazott, és szövetséget kötött VII. Lajos francia királlyal. A királlyal rossz viszonyban lévő Eleonóra rávette Richárdot és Geoffreyt, hogy csatlakozzanak bátyjukhoz. II. Henrik legyőzte fiai koalícióját, és nagylelkű békefeltételeket szabott: Henrik trónörökös lovagjai kíséretében beutazhatta Európát, Richárd visszakapta Aquitániát, Geoffrey pedig Bretagne-t. Eleonórát azonban bebörtönözte.
A konfliktus során János végig apjával maradt. A megegyezés számos birtokot juttatott neki, és a kortársak szerint ettől fogva ő lett a király kedvenc fia. II. Henrik a későbbiekben is juttatott neki különböző elkobzott földbirtokokat. 1175-ben például elvette Cornwall grófjának földjeit, és átadta azokat Jánosnak. A következő évben eljegyezte őt Gloucester grófjának lányával, Izabellával és hogy a hozomány nagyobb legyen, a szokásokat felrúgva kizárta a gróf örökségéből annak másik két lányát. Henrik 1177-ben elbocsátotta William FitzAldelm ír kormányzót, és posztjára a tízéves Jánost ültette.

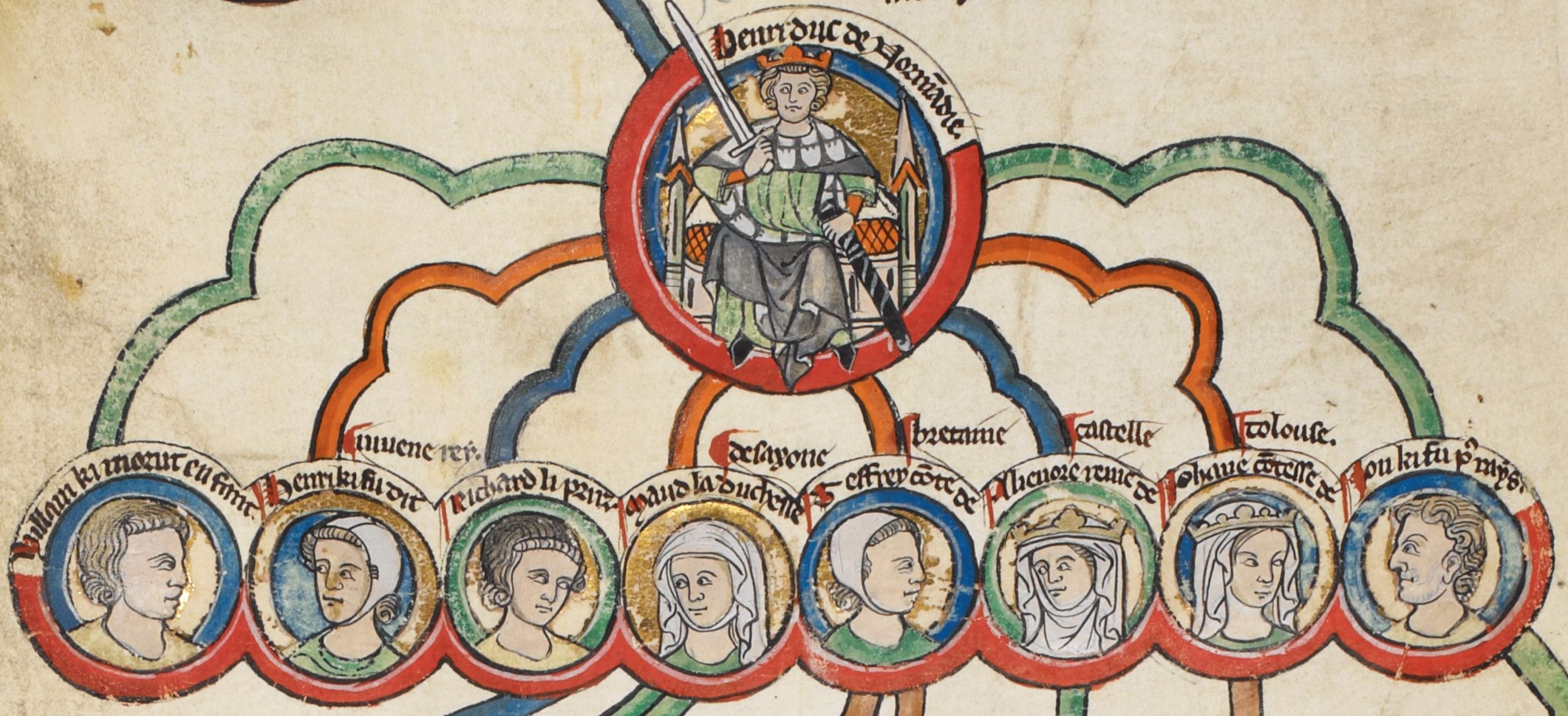
II. Henrik gyermekei, balról jobbra: Vilmos, Henrik, Richárd, Matilda, Geoffrey, Eleonóra, Johanna és János

1183-ban Henrik trónörökös és Richárd fegyveres konfliktusba keveredett az örökösödés miatt. II. Henrik Richárdot támogatta, de a hadjárat során Henrik trónörökös vérhasban meghalt. Az örökség így megváltozott: a legidősebb, Richárd lett Anglia trónörököse (tényleges hatalom nélkül); Geoffrey megtartotta Bretagne-t, János pedig megkapta volna Richárd addigi részét, Aquitániát. Utóbbit azonban Richárd nem volt hajlandó átadni, mire a feldühödött király utasította kisebb fiait, hogy sereggel vonuljanak Aquitániába, és erővel vegyék el a hercegséget. Míg ők a fővárost, Poitiers-t ostromolták, Richárd saját katonáival bevonult Bretagne-ba, és a felek között patthelyzet alakult ki. A konfliktust 1184 végére zárták le.
János 1185-ben – életében először – 300 lovag kíséretében Írországba látogatott. II. Henrik megpróbálta őt Írország királyává koronáztatni, III. Luciusz pápa azonban ebbe nem egyezett bele. Írországot nem sokkal korábban foglalták el II. Henrik normannjai és a helyzet még feszült volt az helybeliek és hódítók/betelepülők között. A 18 éves János nem segítette elő a helyzet javulását: vérig sértette az ír törzsfőket divatjamúlt hosszú szakálluk kigúnyolásával, nem talált szövetségeseket az angol-normannok között, és katonailag is kezdett alulmaradni. Végül az év végén visszautazott Angliába, és a kudarcért Hugh de Lacy alkirályt okolta.
1186-ban ismét átrendeződött az örökösödés. Geoffreyt egy lovagi torna során halálra tiporták a lovak, Henriknek így már csak két fia maradt. Richárd szeretett volna csatlakozni a szentföldi keresztes háborúhoz, azonban attól tartott, hogy amíg távol lesz, Henrik király Jánost nevezi ki utódjának. Ezért 1187-ben szövetkezett II. Fülöp francia királlyal, és fellázadt apja ellen. 1189-ben békét kötöttek, és Henrik megígérte, hogy nem változtat a trónöröklés sorrendjén, és Richárd marad az utódja. János eredetileg apjával tartott, de mikor már látszott, hogy Richárd fog győzni, átállt az ő oldalára. Henrik röviddel később meghalt.

## Richárd uralkodása alatt (1189–99)

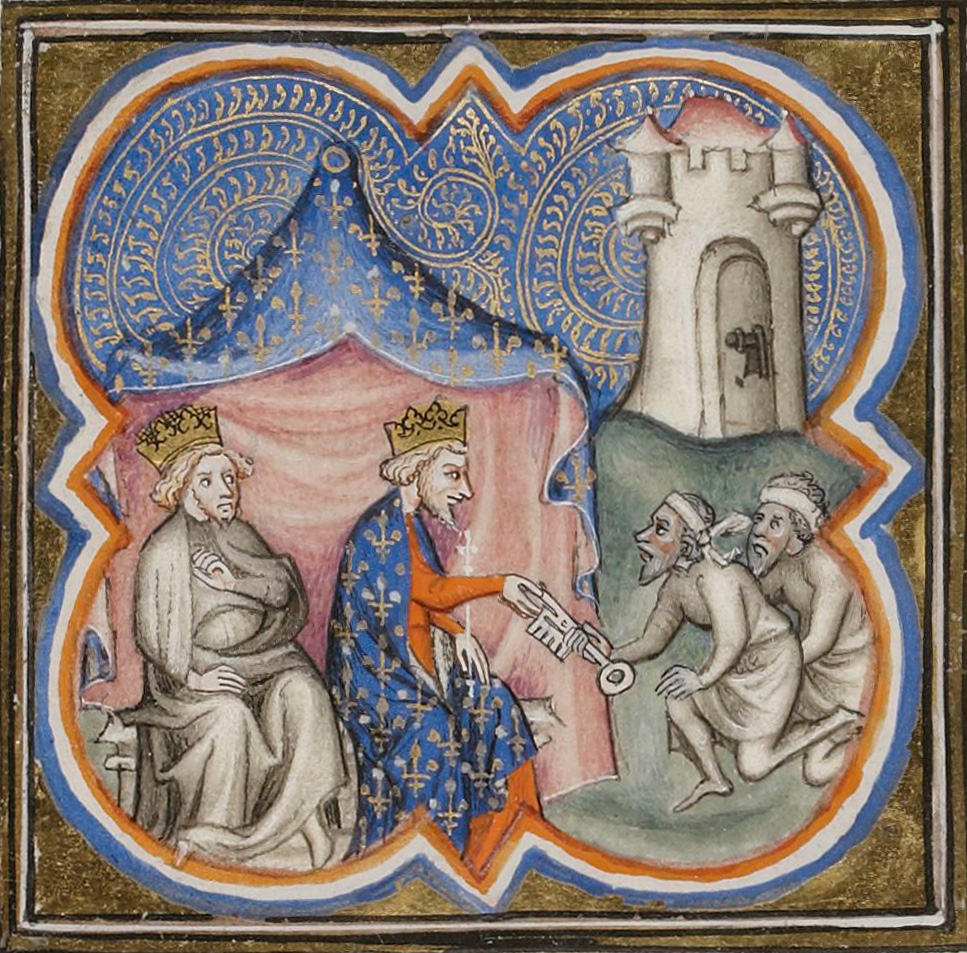
Richárd angol és Fülöp francia király átveszi a szentföldi Akkó kulcsait

Mikor Richárd 1189 szeptemberében elfoglalta az angol trónt, már kinyilvánította, hogy csatlakozni kíván a harmadik keresztes háborúhoz. Az expedíció költségeinek összegyűjtésére királyi birtokokat, különféle címeket és tisztségeket bocsátott áruba. Hogy távolléte alatt biztosítsa öccse hűségét, kinevezte őt Mortain grófjának, engedélyezte házasságát a gazdag Gloucesteri Izabellával, és számos értékes földbirtokot adományozott neki. Vigyázott azonban arra, hogy János ne szerezhessen túl sok hatalmat, a kulcsfontosságú várak királyi kézben maradtak, és négyéves unokaöccsét, a bretagne-i Artúrt nevezte meg trónörökösként. János cserébe ígéretet tett, hogy három évig nem teszi be a lábát Angliába, így Richárdnak elvileg elegendő ideje volt, hogy harcoljon a Szentföldön, anélkül hogy közben attól kellett volna tartania, hogy János átveszi a hatalmat az országban. Richárd a távolléte idejére Angliát két justiciariusra (főbíróra, főminiszterre) bízta, Hugh de Puiset durhami püspökre és William Mandeville essexi grófra. Kancellárrá Ely püspökét, William Longchampot nevezte ki. Mandeville a király távozása után szinte azonnal meghalt, és a második főbírói tisztet Longchamp vette át. Még elutazása előtt a király anyja, Eleonóra rávette Richárdot, hogy engedélyezze Jánosnak az angliai utazást.
A király távozása után hamarosan megrendült az ország politikai stabilitása. Longchamp képtelen volt együttműködni Puiset-vel, és egyre népszerűtlenebbé vált mind az egyház, mind a nemesség szemében. János kihasználta a főbíró elleni gyűlöletet, és szinte alternatív uralkodóként saját udvart állított fel, saját főbírákat és kancellárt nevezett ki, és már-már tényleges régensnek és trónörökösnek tekintette magát. Viszonya Longchamppal hamarosan a fegyveres konfliktusig fajult, és a herceg 1191 októberére beszorította a főbírót a londoni Towerbe. János különböző ígéretekkel maga mellé állította Londont, cserébe a polgárok elismerték őt trónörökösnek. Ekkor azonban Angliába érkezett Walter de Coutances roueni érsek, hogy Richárd utasítására helyreállítsa a rendet. János helyzete bizonytalanná vált, mert az érsek eléggé népszerű volt, és híre jött annak is, hogy Richárd Cipruson megnősült, így várható volt, hogy fia születik.

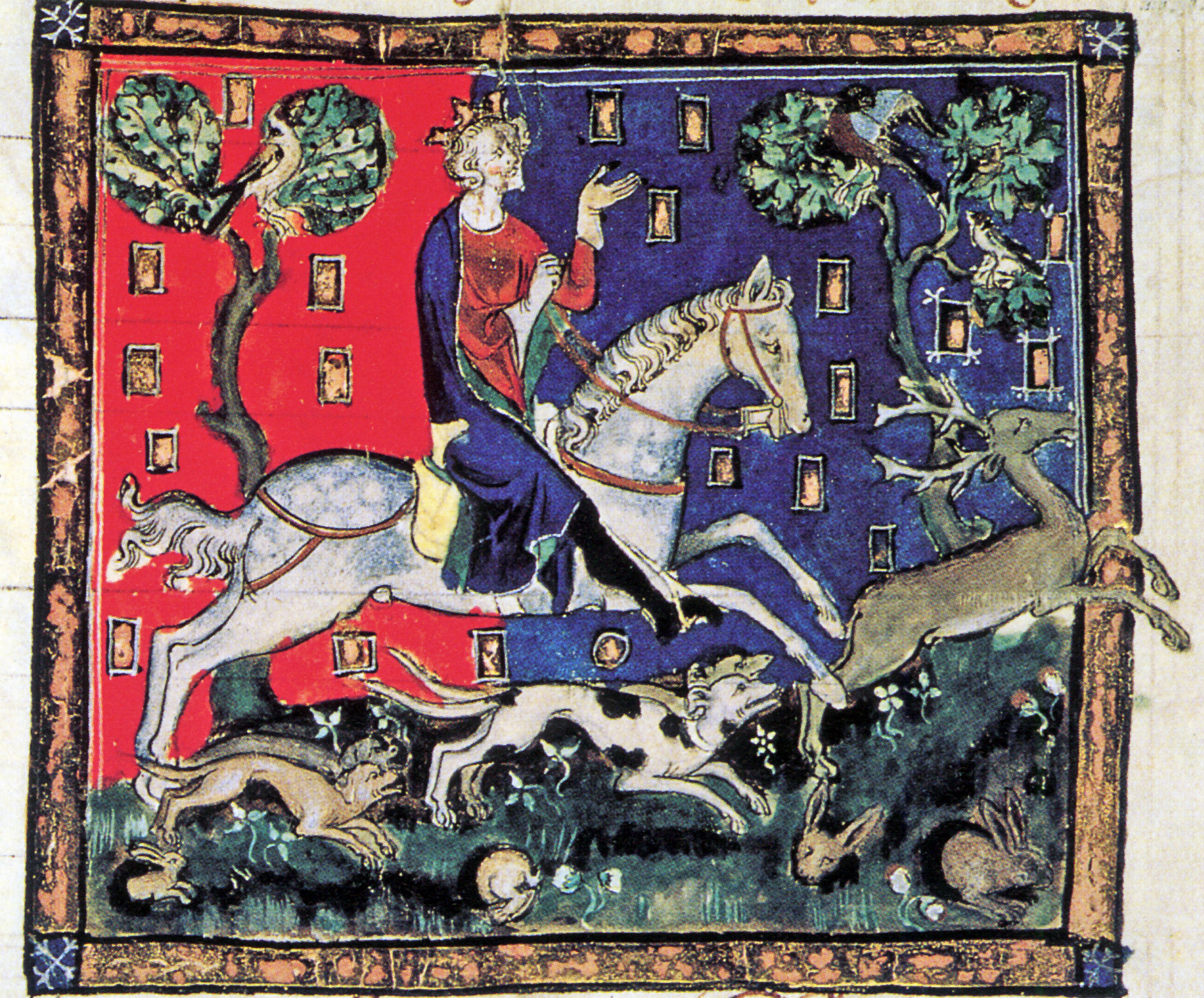
A vadászó János

János ekkor a keresztes háborúból visszatérő II. Fülöp francia király irányába kezdeményezett tárgyalásokat; abban reménykedett, hogy Párizs szövetségeseként megszerezheti Normandiát és Anjout, esetleg Aquitániát. Anyja azonban végül lebeszélte erről a szövetségről. Eközben a király még mindig a Szentföldön időzött, újabb hírek nem érkeztek róla, és János azt kezdte terjeszteni, hogy bátyja meghalt. Kiderült, hogy Richárdot a hazaúton elfogta V. Lipót osztrák herceg (akinek zászlaját Richárd egy szentföldi ostrom során a várárokba dobatta), majd átadta őt VI. Henrik német-római császárnak, aki váltságdíjat követelt a király szabadon bocsátásért. János Párizsba sietett, és szövetségre lépett II. Fülöppel bátyja ellenében. Azt is megígérte, hogy elválik feleségétől, és elveszi Fülöp nővérét, Alyst. Angliában fegyverrel csaptak össze Richárd és János hívei, az utóbbiak helyzete azonban bizonytalan maradt. A király végül 1194 elején visszatért, és János csapatai letették a fegyvert. A herceg visszavonult Normandiába, ahová Richárd még abban az évben utánament, de megbocsátott neki, és kijelentette, hogy huszonhét éves öccse csak egy „gyermek, akinek gonosz tanácsadói vannak”. Birtokait azonban (Írország kivételével) elkobozta.
Richárd uralkodásának maradék részében János engedelmesen támogatta bátyja politikáját. A király elsődleges célja az volt, hogy visszavegye azokat a várakat, amelyeket II. Fülöp elhódított tőle, míg ő a keresztes háborúban harcolt. A háború során János 1195-ben egy meglepetésszerű támadással elfoglalta Évreux várát, sikeresen védte Normandiát a franciák ellen, a következő évben pedig megszállta Gamaches városát, és egy Párizs közelébe vezetett rajtaütésben elfogta Beauvais püspökét. Szolgálataiért cserébe Richárd visszaadta neki gloucestershire-i birtokait és Mortain grófságát.

## Trónra jutása (1199–1204)

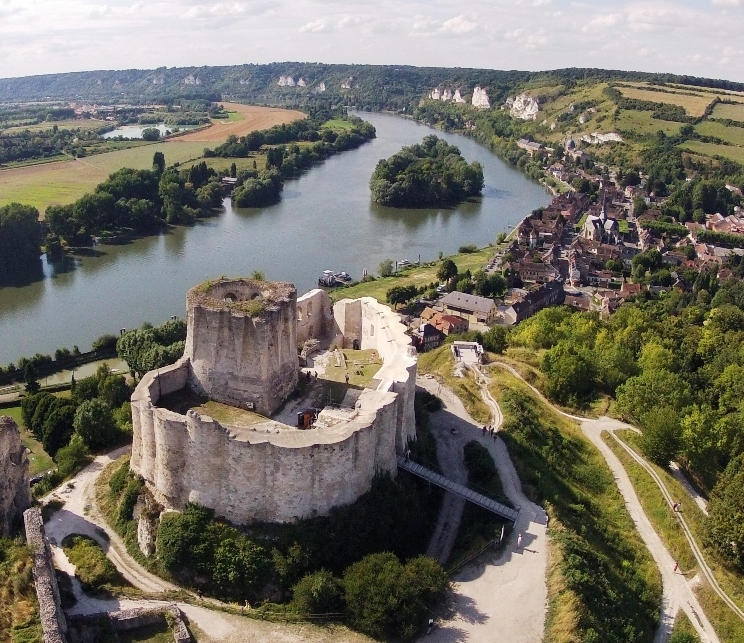
Gaillard vára

Richárd 1199. április 6-án egy elfertőződött seb következtében meghalt. Utódjául ketten jöhettek számításba: János és Artúr bretagne-i herceg (János bátyjának, Geoffreynek a fia). Richárd korábban Artúrt nevezte meg örökösként, de később a jelek szerint inkább János felé hajlott. A törvények sem adtak eligazítást, mert a normann jog a legidősebb közvetlen királyi származékot (azaz Jánost) nevezte volna meg trónörökösként, míg az elsőszülöttséget preferáló francia (Anjou) törvények szerint bátyjainak fiai előtte álltak az örökösödési sorrendben. Az angol és normann nemesség, valamint Eleonóra anyakirálynő Jánost támogatta, akit Westminsterben meg is koronáztak. Bretagne, Maine és Anjou nemessége azonban Artúr mögé állt, csakúgy mint II. Fülöp francia király, aki szerette volna darabokra törni a Plantagenet-birodalmat. Artúr a Loire völgyében indult meg felfelé a seregével Angers felé, Fülöp pedig a folyó folyásirányában Toursnak haladt, és azzal fenyegettek, hogy egyesülve kettévágják János kontinentális erőit.
A koronázás után János Franciaországba sietett, és Normandia déli és keleti határainál védekező pozíciót vett fel. Helyzete immár erősebb volt, mert IX. Balduin flandriai és I. Renaud boulogne-i grófok megújították vele a franciaellenes szövetséget, amelyet még Richárddal kötöttek. Anjou egyik főura, William des Roches is átállt Artúr oldaláról Jánoséra, és összességében a mérleg kezdett az ő oldalára billenni. A felek végül pápai közvetítésre 1200 májusában megkötötték a Le Goulet-i szerződést, amelyben a francia király elismerte Jánost, mint a nyugat-franciaországi hercegségek jogos örökösét, János pedig felbontotta franciaellenes szövetségét, és elfogadta Fülöp hűbérúri jogait a fenti hercegségekre. Bátyja agresszív politikájával ellentétes kompromisszumkeresése miatt egyes angol krónikásuk a gúnyos „Puhakardú” jelzővel illették Jánost.

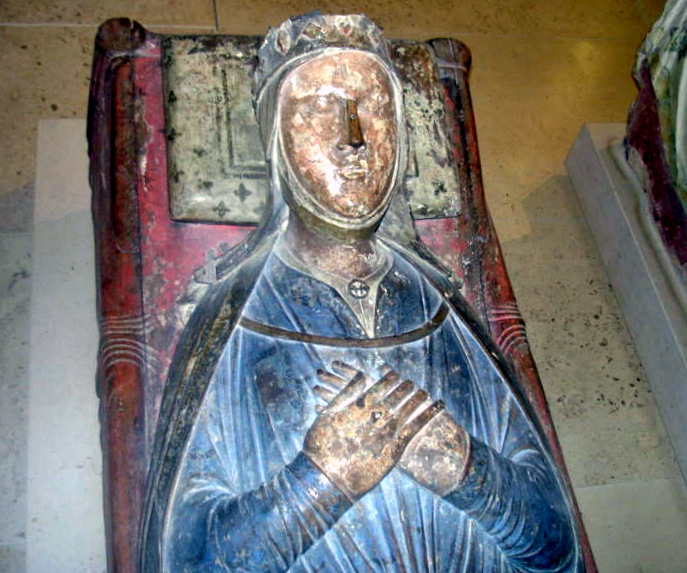
János második feleségének, Angoulême-i Izabellának a sírja

A béke alig két évig tartott; az ellenségeskedések annak következtében újultak ki, hogy János 1200 augusztusában feleségül vette Angoulême 12 éves grófnőjét, Izabellát. Ehhez előbb el kellett válnia első feleségétől, Gloucesteri Izabellától; a király arra hivatkozott, hogy a házasság eleve érvénytelen volt, mert nem kapott pápai diszpenzációt arra, hogy feleségül vehesse unokatestvérét. A korabeli krónikások szerint János beleszeretett a szép grófnőbe, de lehetséges hogy politikai megfontolások motiválták; Angoulême biztosította a Poitou és Gascogne közötti útvonalat, vagyis a házassággal jelentősen nőtt Aquitánia feletti ellenőrzése.
Sajnálatos módon Izabella már Lusignani Hugó jegyese volt, aki Poitou egyik legbefolyásosabb családjához tartozott, és testvére, Eu grófja stratégiailag fontos területeket birtokolt Normandia keleti határain. János meg sem próbálta őt kompenzálni, hanem semmibe vette jogait és érzéseit. A Lusignanok fellázadtak, mire János sereggel vonult ellenük, és leverte a felkelést. Hugó erre bepanaszolta őt Poitou legfelső hűbéruránál, Fülöp francia királynál. Fülöp 1202-ben maga elé rendelte Jánost Párizsba, hogy tisztázzák az ügyet, és a La Goulet-i szerződésre hivatkozott. Az angol király nem akarta gyengíteni tekintélyét azzal, hogy egy másik uralkodó ítélkezik felette, és arra hivatkozott, hogy Normandia hercegeként kivételt élvez a francia törvénykezés alól. Fülöp azt válaszolta, hogy Poitou grófjaként idézi meg, akinek nem volt hasonló törvényi immunitása, és amikor János továbbra is megtagadta a megjelenést, kijelentette, hogy az megszegte feudális kötelezettségét, és a nyugat-francia hercegségek jogos uralkodójaként (Normandia kivételével, amelyet vissza kívánt venni magának) Artúrt ismeri el. A háború kiújult.

## Normandia elvesztése (1202–04)

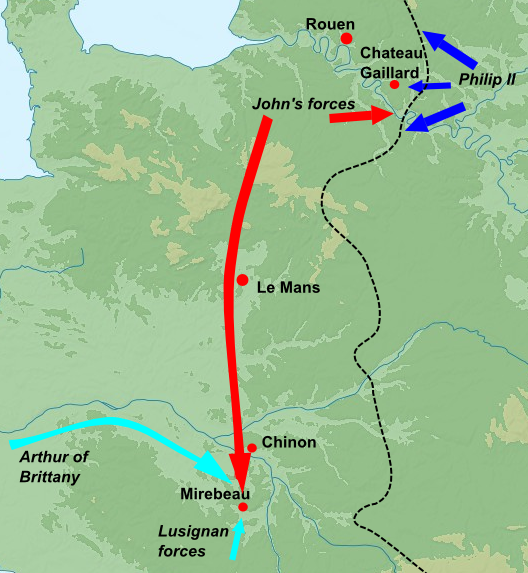
János 1202-es hadmozdulatai (vörössel van jelölve János mozgása, kékkel II. Fülöpé, világoskékkel Artúré)

János eleinte, akárcsak három évvel korábban, defenzív stratégiát választott; kerülte a csatákat, és sikerrel védte kulcsfontosságú várait. Később azonban kapkodni kezdett, ezért Fülöp keleten egyre inkább fölénybe került. Júliusban János megtudta, hogy a bretonok beszorították anyját, Eleonórát Mirebeau várába. Anjou-beli udvarmestere, William des Roches kíséretében délre sietett zsoldosseregével, meglepte Artúrt, és a mirebeau-i csatában egész vezérkarával együtt elfogta őt. A déli szárnyán fenyegetett Fülöp visszavonta erőit Kelet-Normandiából, és dél felé fordult.
A mirebeau-i győzelem jelentősen megerősítette János helyzetét, az itt szerzett előnyt azonban hamarosan eljátszotta gőgös és kegyetlen viselkedésével. William des Roches jelentős főúr volt Anjou-ban, a király azonban nem törődött a véleményével, és megsértette; a foglyul ejtett breton arisztokratákat pedig olyan rossz körülmények között tartotta, hogy huszonketten meghaltak közülük. A felháborodott des Roches és más Anjou-beli és breton nemesek hátat fordítottak Jánosnak, és átálltak Fülöp oldalára. Bretagne újból fellázadt. 1203 elején újabb, eddig lojális főurak álltak át a francia király oldalára, és az egyre nehezebb helyzetbe kerülő angol uralkodó III. Ince pápához fordult közvetítésért; a pápa közbenjárása azonban sikertelennek bizonyult. János ekkor a jelek szerint úgy döntött, hogy megöleti vetélytársát, Artúrt. Az addig Falaise-ben raboskodó herceget átszállították Rouenba, ezután eltűnt; a történészek szerint a király parancsára meggyilkolták. A margami apátság évkönyve szerint János részegen saját kezűleg ölte meg unokaöccsét, majd egy nagy követ kötöttek a testére, és a Szajnába vetették. Artúr eltűnése tovább csökkentette a király támogatottságát.

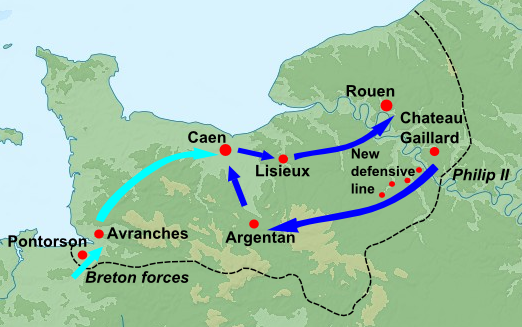
II. Fülöp normandiai inváziója

1203 végén János megpróbálta felmenteni a Normandia keleti határát védő Gaillard várát, amelyet Fülöp erői ostrom alatt tartottak. Nagyszabású akciót tervezett, amellyel szárazföldről és vízről egyszerre támadott volna, de katonái nem voltak képesek követni a bonyolult taktikát, és Fülöp feltartóztatta őket. Az angol sereg erre nyugatnak fordult, és Bretagne feldúlásával próbálta (sikertelenül) elcsalni a franciákat Kelet-Normandiából. János helyzete tarthatatlanná vált, Normandia keleti része elveszni látszott, a nemesség elpártolt tőle, fosztogató zsoldosserege miatt a központi régióban is elvesztette támogatóit. 1203 decemberében átkelt Angliába, és megmaradt erőinek parancsot adott, hogy állítsanak fel új védvonalat. 1204 márciusában a kulcsfontosságú Gaillard vára elesett, a következő hónapban pedig meghalt János anyja, Eleonóra. Halála nem csak érzelmi csapást jelentett, komolyan veszélyeztette a francia nemességgel kialakított szövetségi rendszert is. Fülöp dél felől megkerülte az újonnan felállított védővonalat, és szinte ellenállás nélkül vonult a hercegség szívébe. Augusztusra megszállta egész Normandiát, és délnek indult, hogy elfoglalja Anjout és Poitout is.

## János, a király

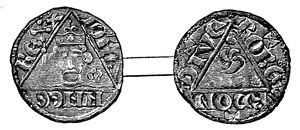
János király Dublinban vert ezüstpennyje

János egy kidolgozott és jól működő adminisztrációt örökölt Angliában. A pénzügyi és igazságszolgáltatási rendszer legfontosabb elemeit az okleveleket kiadó és nyilvántartó kancellária, az adót begyűjtő és a kiadásokat ellenőrző kincstár, valamint a királyság különböző részeire kinevezett bírák alkották. Az olyan tisztviselőknek köszönhetően, mint Hubert Walter lordkancellár (és canterburyi érsek) az ő uralkodása alatt is javult az okiratok kezelésének rendszere. Elődeihez hasonlóan Jánosnak is utazó udvara volt; állandó főváros helyett folyamatosan körbeutazta a királyságot, eközben intézte a helyi és országos ügyeket. János jóval többet tartózkodott Angliában, mint közvetlen elődei, így eljutott olyan, sokáig elhanyagolt területekre, mint Észak-Anglia. Nagy súlyt fektetett a közigazgatás olajozott működésére, az igazságszolgáltatást igyekezett a földesuraktól inkább a királyi tisztségviselők felé terelni, és megerősítette a Hubert Walter által bevezetett királyi vagyonkezelői (coroner) intézményt. Maga is gyakran beavatkozott a peres ügyekbe, még kis jelentőségű esetekben is, vagy katonai válságok közepette. Egyrészt igyekezhetett teljesíteni királyi igazságszolgáltatási kötelességét, másrészt a bírságok révén több pénz is jutott az államkasszába.

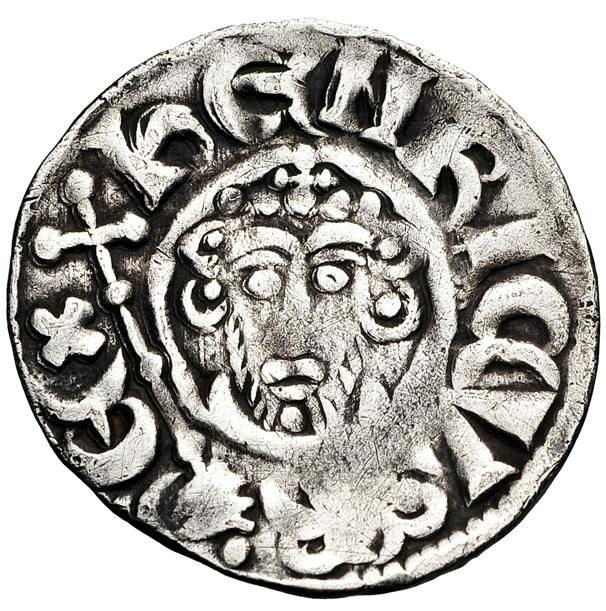
János ezüstpennyje

A királynak jelentős összegekre volt szüksége a Normandia visszaszerzését célzó hadjáratára. Bevételei három forrásból származtak: egyrészt a királyi birtokok közvetlen jövedelme, amelyen nem sokat tudott változtatni. Elődje Richárd, sok uradalmat eladott, amikor a keresztes hadjáratra készült. Lehetősége volt váltságot kérni a nemesek hagyományos katonai szolgálata helyett, és hozzá folyt be a díjak, bírságok, vámok, megvásárolt tisztségek és privilégiumok jövedelmének egy része. János minden pénzszerzési lehetőséget kihasznált, annyira, hogy a krónikások „kapzsinak, zsugorinak, uzsoráskodónak és pénzsóvárnak” jellemezték. Az adóztatást politikai célokra is felhasználta: híveinek kötelezettségeit hajlamos volt elengedni, ellenségei adóit és bírságait viszont szigorúan behajtatta.
Mindezek eredményeképpen egy sor újító jellegű, de népszerűtlen intézkedés született. János 17 éves uralkodása alatt 11-szer fizettetett váltságot a feudális kötelezettségek helyett; a három megelőző angol király összesen alkalmazta ennyiszer ezt az intézkedést. Sok esetben akkor is beszedték a pénzt, amikor nem zajlott hadjárat, vagyis a lovagok nem is lettek volna kötelesek hadi szolgálatot ellátni. Jókora örökösödési adót vetett ki, sokszor akkorát, hogy azt még a bárók sem tudták megfizetni. Általánossá vált a királyi tisztviselői helyek áruba bocsátása; a nyertes aztán a megemelt adókból és bírságokból szerezte vissza befektetését. Folytatta és kiterjesztette Richárdnak azt az újítását, hogy adót vetett ki az újra nem házasodó özvegyasszonyokra. Pénzért árulták a privilégiumokat a városoknak, ekkor szerezte meg kiváltságait Liverpool. Hatalmas összegeket zsaroltak ki a zsidóktól (1210-ben 44 ezer fontot), bevezették a jövedelemadót (1207-ben 60 ezer fontot hozott), és új vámokat állítottak fel. Aki nem volt hajlandó vagy képtelen volt fizetni, annak birtokát a király elkobozhatta.

### Magánélete

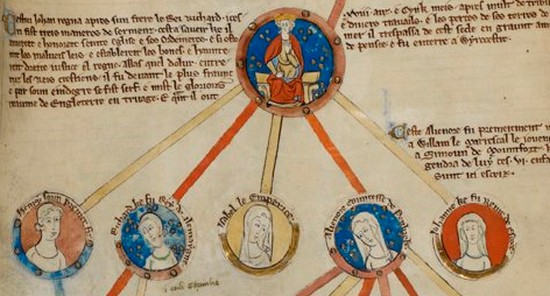
János törvényes gyermekei: Henrik, Richárd, Izabella, Eleonóra és Johanna

János uralkodását nagyban befolyásolta magánélete is. A korabeli krónikások szerint bűnös módon kéjvágyó volt, és hiányzott belőle a vallásos buzgalom. Általános szokás volt ugyan, hogy az uralkodók vagy magas rangú nemesek ágyasokat tartsanak, de János szeretői között férjezett nemeshölgyek is voltak, amit a közvélemény mélyen elítélt. A királynak legalább öt gyereke született szeretőitől első házassága alatt és közülük legalább két ágyasa nemesi születésű volt. Második házassága után azonban megváltozott, nincs hír arról, hogy házasságtörést követett volna el vagy újabb törvénytelen gyereke született volna.
Második feleségéhez, Angoulême-i Izabellához fűződő viszonya nem teljesen világos. Izabella korabeli mércével is igen fiatal volt az esküvő időpontjában, a becslések 9 és 15 év közé teszik az életkorát. János eléggé szűkmarkúan látta el felesége udvartartását és Angoulême jövedelmének nagy részét is megtartotta. A korabeli krónikások szerint viszont „őrülten rajongott” Izabelláért, és kettejüknek öt gyereke született.
A kortárs források rendszeresen utaltak arra, hogy János vallási buzgalma legalábbis lanyha volt, sőt volt, aki ateistának sejtette. Terjedelmesen sorolják vallásellenes megnyilvánulásait, hogy elmulasztotta a szentáldozást, szentségtörő megjegyzéseket tett, botrányos tréfákat engedett meg magának a kereszténység tanairól (pl. kételkedett Jézus feltámadásában), és szűkmarkúan adományozott az egyháznak. Más részről viszont komolyan érdekelte a 11. századi Szt. Wulfstan élete, és egyes főpapok (így a később szentté avatott Hugó lincolni püspök) közeli barátai voltak. Az udvar költségeinek vizsgálata az egyházi ünnepek rendszeres megtartásáról árulkodik, bár feltűnő, milyen sokszor adakozott János a szegényeknek, hogy levezekelje az egyház szabályainak megszegését.

## Későbbi uralkodása (1204–14)

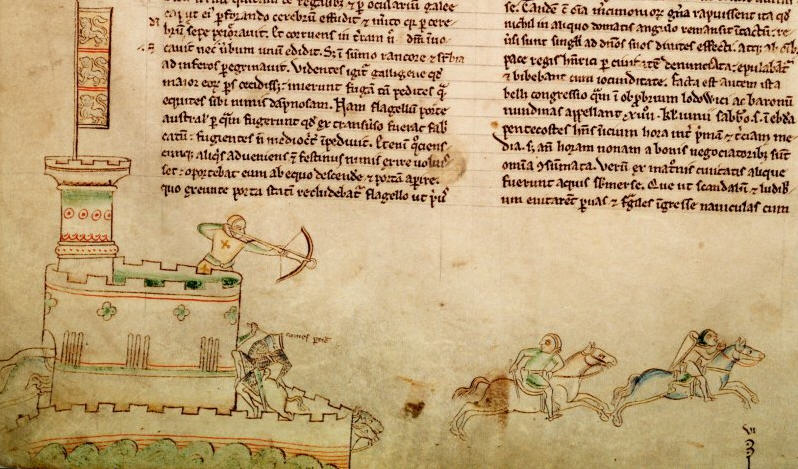
Kora 13. századi rajz a hadakozás jellemző képviselőivel, lovagokkal, számszeríjászokkal és várakkal

Uralkodása hátra levő részében János Normandia visszafoglalását tekintette elsődleges feladatának. Biztosította az angol partokat és az Aquitániába vezető, immár meghosszabbodott tengeri útvonalat. Úgy tervezte, hogy Poitou-ból indulva leköti Fülöp erőit, fenyegeti Párizst, majd flamand és boulogne-i segítséggel partra száll Normandiában. Mindehhez sok pénzre és katonára volt szüksége.
1205 nagy részét azzal töltötte, hogy megerősítette Anglia védelmét egy esetleges francia partraszállás ellen, és felelevenítette II. Henrik 1181-ben kelt rendelkezését, amellyel katonai szolgálatra kötelezte a grófságok szabad embereit. Miután a francia invázió közvetlen veszélye elmúlt, a poitou-i hadsereg felállítása érdekében megreformálta a hűbéri kötelezettségek rendszerét: csak minden tizedik lovagnak kellett tényleges hadi szolgálatra vonulnia, de határozatlan időre és úgy, hogy annak költségeit a többi kilenc állta. Kiegészítésképpen várostromban járatos mérnököket és zsoldos számszeríjászokat alkalmazott. Vezérkara William Longespée salisburyi grófból, William Marshal pembroke-i grófból, Roger de Lacy haltoni báróból és (míg kegyvesztetté nem vált) William de Braose bramberi őrgrófból állt.
János folytatta a hadiflotta megerősítését, amit még Normandia elvesztése előtt elkezdett. 1204 végére kb. 50 nagy gályával rendelkezett, amelyek mellé 1209-1212 között 54 újabb hajó épült. A „gályafelügyelő” (gyakorlatilag főadmirális) William of Wrotham tauntoni főesperes volt, aki korábban az adók beszedését intézte. A flotta alkalmazta a tengeri hadviselés újításait, mint a csatában felállítható mellvédeket vagy a nagy, buissesnek nevezett teherszállító hajókat.

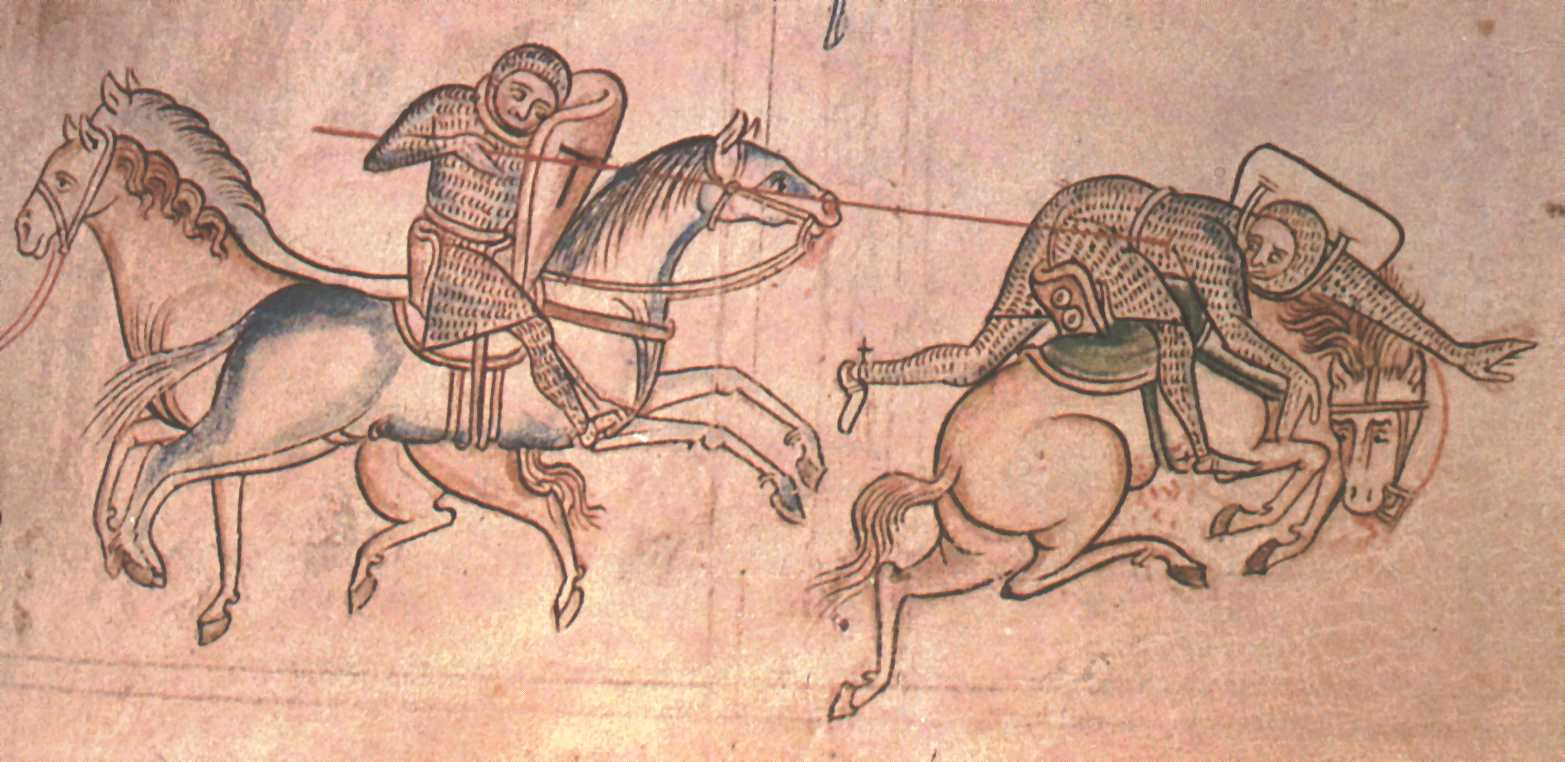
William Marshal Párizsi Máté krónikájában

A bárók lázongása miatt az expedíció végül nem hagyta el Angliát, csak William Longespée vitt át egy kisebb haderőt Poitou-ba. 1206-ban János maga is átkelt a kontinensre, de délre kellett fordulnia, hogy elhárítsa a kasztíliai VIII. Alfonz gascogne-i betörését. A kasztíliaiak kiűzése után a király északnak fordult, és elfoglalta Angers-t. Fülöp király elé vonult, de csatára nem került sor, a patthelyzetet két évre szóló fegyverszünettel oldották fel.
Az 1206–1208 közötti fegyverszünet alatt a király pénzt és katonákat gyűjtött, hogy újból megkísérelje Normandia visszafoglalását. Pénze egy részét arra használta, hogy szövetségeket kössön Fülöp szomszédaival. 1212-re kiépítette franciaellenes szövetségi rendszerét, amelynek IV. Ottó német-római császár, valamint Renaud boulogne-i gróf és Ferdinánd flamand gróf volt tagja. Az 1212-es invázió ismét a bárók lázongása miatt maradt el, 1213-ban viszont Fülöp szerezte meg a kezdeményezést azzal, hogy legidősebb fiát (a leendő VIII. Lajost) Flandria ellen küldte egy angliai partraszállás előkészítésére. János a fenyegetés elhárításáig kénytelen volt elnapolni saját terveit. Új flottája élén  tehetséges parancsnoka, William Longespée („Longsword”) (Salisbury 3. earlje) Damme kikötőjében megsemmisítette (felgyújtotta) az őrizetlenül hagyott hajókat, és ezzel az invázió veszélye elhárult.

### Skócia, Írország, Wales

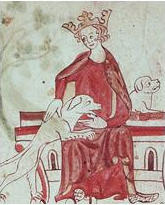
János két vadászkutyával (13. századi rajz)

A 12. század végén-13. század elején az angol–skót határ nem volt véglegesítve, a skótok maguknak követeltek bizonyos északangol területeket. II. Henrik 1174-ben hűségesküre kényszerítette Oroszlán Vilmos skót királyt, amelyet Oroszlánszívű Richárd pénzért cserébe 1189-ben felbontott, és a két ország viszonya továbbra is feszült maradt. János még uralkodás kezdetén megerősítette, hogy a vitatott északi területeket magáénak tekinti, és visszautasította Vilmos kérését, hogy nevezze ki őt Northumbria grófjává. Ennek ellenére barátságos viszonyt tartottak fenn, 1206-ban és 1207-ben is találkoztak. 1209-ben azonban híre ment, hogy Vilmos szövetséget kíván kötni a francia királlyal, mire János haddal vonult be Skóciába, és kényszerítette az idős Vilmost a norhami szerződés aláírására, amely szerint a skót király lányai angol főurakhoz mennek feleségül, és 10 ezer fontot is fizetett Jánosnak. Vilmos tekintélye összeomlott, és 1212-ben Jánosnak kellett kisegítenie belső riválisai támadásaival szemben.
János megkoronázása után is megtartotta az „Írország ura” címet, és a sziget erőforrásait a normandiai háború érdekében aknázta ki. A angol-normann telepesek és az írek közötti konfliktus továbbra is fennmaradt, amelyet János a saját gazdagodására és birtokai növelésére használt ki. A király 1210-ben nagy sereggel kelt át Írországba, hogy elfojtsa a normann bárók lázadását.
Wales ekkor a közvetlen királyi uralom alatt lévő Dél-Wales (Pembrokeshire), a határvidék sok önállóságot élvező lordjai és a még független Észak-Wales között oszlott meg. János jól ismerte az országot, amelyet 1204–1211 között évente meglátogatott, és törvénytelen lányát, Joant is Nagy Llywelyn walesi herceghez adta feleségül. A király itt is területei kiterjesztésére törekedett, és számára előnyös megállapodásokat kötött a független walesiekkel. 1211-ben erővel kellett kikényszerítenie ezek betartását, miután Llywelyn fellázadt. A hadjárat gyors angol sikert hozott, Llywelyn hajlandó volt békét kötni, és János hatalma – ha ideiglenesen is – Wales legnagyobb részére kiterjedt.

### Konfliktusa a pápával

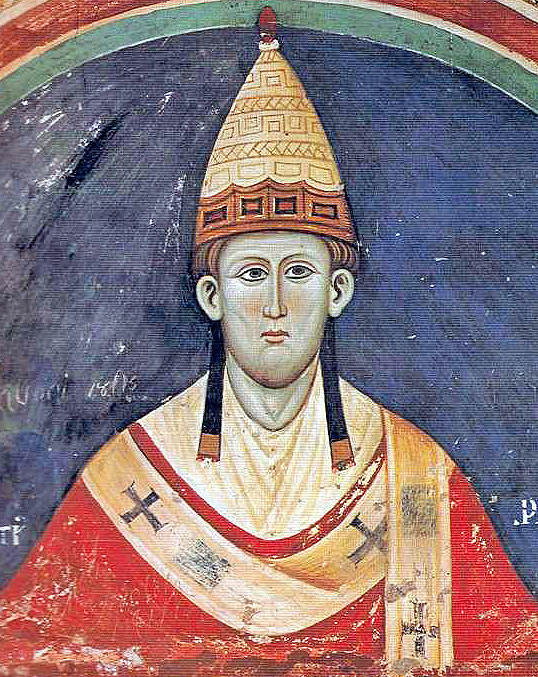
III. Ince pápa

1205. július 13-án meghalt Hubert Walter, Canterbury érseke. János Norwich püspökét, John de Grayt szerette volna utódjául, aki a támogatói közé tartozott. A canterburyi káptalan azonban magának tartotta fenn a jogot a következő érsek kiválasztására (jelöltjük a káptalan alperjele, Reginald volt), sőt a főegyházmegye püspökei is beleszólást követeltek az érsek jelölésébe. A káptalan titokban megválasztotta Reginaldot, aki Rómába ment, hogy a pápa jóváhagyja személyét; a püspökök azonban megtámadták a kinevezést, és a vita III. Ince pápa elé került. János kényszerítette a káptalant, hogy inkább John de Gray jelölését támogassák, de a pápa végül mindkét jelöltet elutasította, és Stephen Langton bíborost nevezte ki az angol egyház élére. Ince megkérte Jánost, hogy hagyja jóvá a bíboros személyét, amit a király elutasított, de Langtont 1207 júniusában így is felszentelték. Korábban az angol királyoknak nagy beleszólásuk volt a főpapi kinevezésekbe, de az 1140-es évektől kezdve a pápák erőteljes központi vezetésre törekedtek és arra, hogy a világi hatalmak minél kevésbé befolyásolják az egyház működését.
Jánost feldühítette a pápai döntés, úgy érezte, hogy megsértették uralkodói jogaiban. Megtiltotta, hogy Langton belépjen az országba, és elkobozta az érseki birtokokat. Ince követeket küldött hozzá, de János hajthatatlan volt; erre a pápa 1208 márciusában interdiktum alá helyezte Angliát, megtiltva a papságnak, hogy az alapvető szolgáltatásokon (keresztelés, gyóntatás, haldoklók feloldozása) kívül szentségeket szolgáltasson az országban.

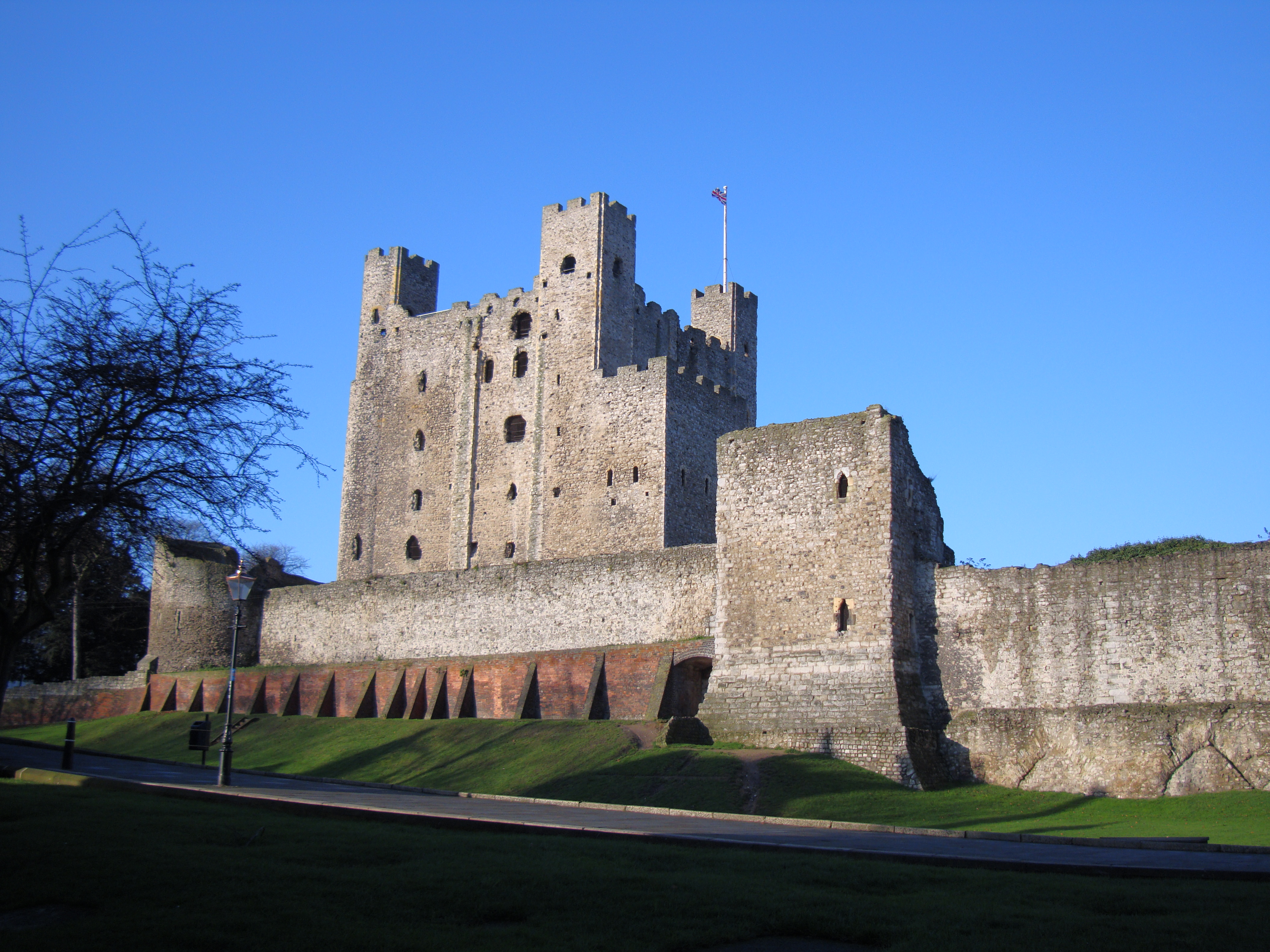
Rochester vára

János hadüzenetnek vette az interdiktumot, és megpróbálta rákényszeríteni a papságot, hogy ne vegyék figyelembe a pápai utasítást. Elkobozta azoknak a papoknak a földjeit, akik a pápa akaratának megfelelően nem szolgáltatták ki a szentségeket vagy elhagyták az országot; elfogatta ágyasaikat (sok pap illegális szeretőket tartott), és csak váltságdíj fizetése után engedte el őket; valamint védelmet ígért a hozzá lojális egyházi személyeknek. A helyzet 1209-re sem változott, és III. Ince novemberben kiközösítette a királyt az egyházból. Bár a kiközösítésnek komoly következményei is lehettek (pl. érvénytelenítette a hűbéri esküt), János nem mutatott megbánást. Két szövetségese, IV. Ottó és VI. Rajmund toulouse-i gróf korábban már hasonlóan járt, és az egyházi büntetés jelentősége idővel mérséklődött. A korábbi intézkedések érvényben maradtak, és a megüresedett egyházi posztok jövedelmei a király kincstárába folytak be. Becslések szerint csak 1213-ban 100 ezer ezüstmárkával (66 ezer fonttal), az angol egyház teljes jövedelmének kb. 14%-ával lett így gazdagabb.
Miután János megmakacsolta magát, Ince némi engedményeket tett. 1209-ben engedélyezte, hogy a kolostorokban szűk körben misét mondjanak, 1212-től pedig a papok feladhatták az utolsó kenetet a haldoklóknak. Az angolok a kiátkozás ellenére sem lázadtak fel a királyuk ellen, viszont 1213-ban János megtudta, hogy a pápa meg akarja bízni II. Fülöp francia királyt az ő megbuktatásával.
A külső veszély és a belső elégedetlenség miatt a király 1213 májusában kiegyezett az egyházfővel. Az interdiktumot feloldották, János pedig amellett, hogy elfogadta Stephen Langtont Canterbury érsekeként, és kompenzálta az egyházat az elmaradt jövedelmekért, évi ezer fontot fizetett a pápának. Ince örült, hogy sikerült rendeznia az angol kérdést, és azonnal felszólította a francia királyt, hogy tegyen le inváziós terveiről, és kössön békét Jánossal. A király 1213-ban elkezdte a kompenzáció fizetését, de a következő évben ez már elmaradt, így az ígért összeg kétharmadával adós maradt.

## A normandiai kudarc és a bárók lázadása (1215–16)

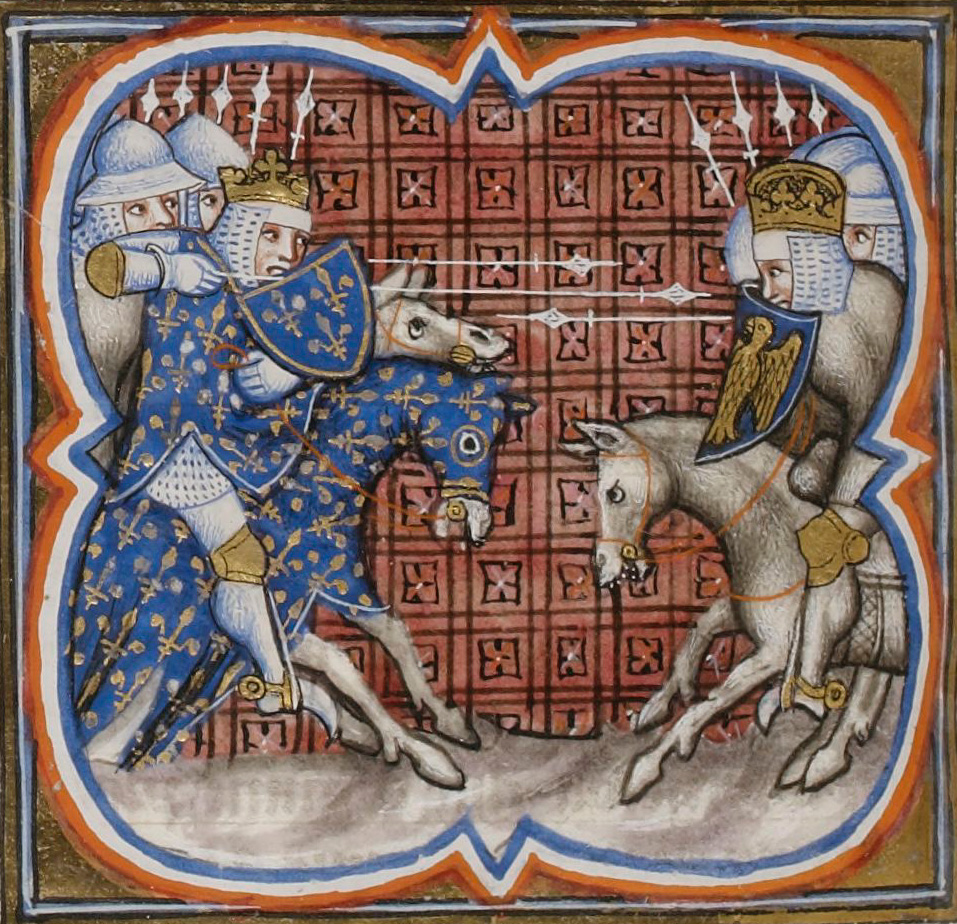
A bouvines-i csata

Az angol főurak egyre elégedetlenebbek lettek a királlyal; különösen az északi bárók ellenezték a francia háborút, akiknek nem voltak érdekeltségeik a kontinensen, de sokan súlyosan eladósodtak a kincstárral szemben, mert képtelenek voltak fizetni az új adókat. A feszültség Észak-Walesben is nőtt, ahol az 1211-es kierőszakolt szerződéssel szembeni ellenállás nyílt lázadássá fajult. Voltak, akik a francia Peter des Roches főbírává való kinevezését nézték rossz szemmel külföldi mivolta és nyers természete miatt. A bárók felkeléséhez az utolsó cseppet a pohárban a király franciaországi veresége jelentette 1214-ben.
Az 1214-es normandiai hadjárathoz János nagy reményeket fűzött. Megfelelő tartalékot halmozott fel, szövetségben állt a német császárral, Flandriával és Boulogne-nyal, és a pápa támogatását is bírta. Bárói közül sokan viszont megtagadták a harcot; helyettük zsoldosokat vett fel.
A háború jól indult, János kikerülte a francia trónörökös vezette hadsereget, és június végére visszafoglalta Anjout. Ostrom alá vette a kulcspozícióban lévő Roche-au-Moine várát, és csatára kényszerítette az elvben kisebb sereggel rendelkező Lajos herceget. Az Anjou-beli nemesség azonban megtagadta, hogy az oldalán harcoljon, ezért az angol király inkább visszavonult La Rochelle-be. Röviddel ezután Fülöp király a bouvines-i csatában döntő győzelmet aratott Ottó császár és János többi szövetségese felett, így Normandia visszafoglalásának tervei füstbe mentek. János hat évre szóló békét kötött Fülöppel, visszaszolgáltatta neki Anjout, és októberben visszatért Angliába.

### A Magna Carta

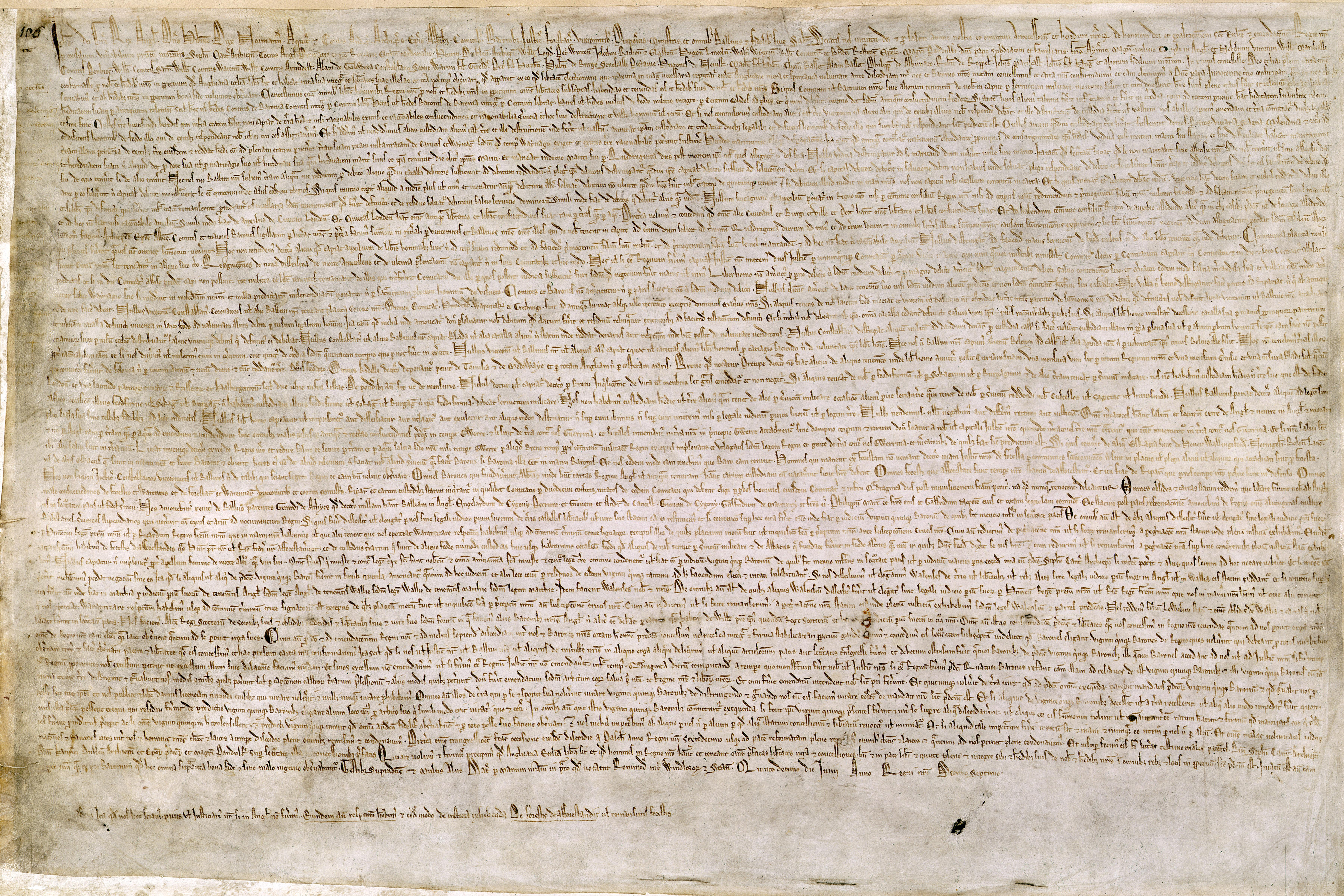
A Magna Carta eredeti változata

Röviddel a király hazatérte után az északi és keleti bárók szervezetten kezdtek fellépni uralma ellen. 1215 januárjában János tanácskozást tartott Londonban és Oxfordban, ahol ellenlábasaival megvitatta a reformok lehetőségét; a jelek szerint csak az időt húzta, hogy megkapja a pápa támogató levelét, amellyel növelhette tekintélyét, és elsősorban kijátszhatta az ellentáborba tartozó canterburyi érseket. Bejelentette, hogy szándékában áll keresztes háborúba menni, és közben Poitouban zsoldosokat toborzott (bár őket később visszaküldte, nehogy azzal vádolják, hogy szítja a feszültséget).
A pápa levele áprilisban érkezett meg, de a lázadók akkorra már megszervezték mozgalmukat. Májusban Northamptonban gyűltek össze, kijelentették, hogy semmisnek tekintik hűségesküjüket, és megválasztották vezérüknek Robert Fitzwaltert. Seregük megszállta Londont, Lincolnt és Exetert. János egyelőre igyekezett elkerülni a fegyveres összecsapást, és utasítására Langton érsek közvetítőként béketárgyalásokra hívta össze a feleket.
János és a felkelés vezérei a windsori kastély melletti Runnymede mezején találkoztak 1215. június 15-én. Langton erőfeszítéseinek következtében megszületett egy szerződés a felek között, amelyet később „Nagy szerződésnek”, Magna Cartának neveztek el. A megállapodás egy átfogó politikai reformot ígért, amely rendezte a szabad emberek és a nemesség jogait. Ígéretet tett az egyház jogainak védelmére, védelmet adott az önkényes letartóztatásokkal szemben (szabad embert csak vele egyező státusúak ítélete alapján lehet elfogni, illetve javait lefoglalni), és – ami a legfontosabb volt – az új adónemek bevezetését a bárók beleegyezéséhez kötötte. Az egyezmény betartását egy 24 főnemesből álló tanács ellenőrizte volna; ha János megszegi a megállapodást, a tanácsnak jogában állt lefoglalni a király várait és birtokait, míg az uralkodó jóvá nem teszi vétkét. Korábban is előfordult, hogy az angol királyok kénytelenek voltak elismerni alattvalóik egyéni ellenállási jogát, a Magna Carta azonban precedens nélküli volt abban az tekintetben, hogy lehetővé tette az uralkodó kollektív kényszerítését. Mindezekért cserébe a felkelők letették volna a fegyvert és visszaadják az elfoglalt városokat.
Valójában sem János, sem a lázadók nem vették komolyan a szerződést, így betartása is kétséges volt. A bárók tudták, hogy az ellenőrző tanács elfogadhatatlan lesz a királynak és szándékosan a legmakacsabb ellenfeleit választották meg a testületbe. Seregüket sem oszlatták fel és London is a kezükön maradt. János ezért korábbi ígérete ellenére a pápához fordult segítségért, aki levelében szégyenteljesnek és törvénytelennek nevezte a szerződést, majd kiátkozta a lázadó bárókat.

### A báróháború

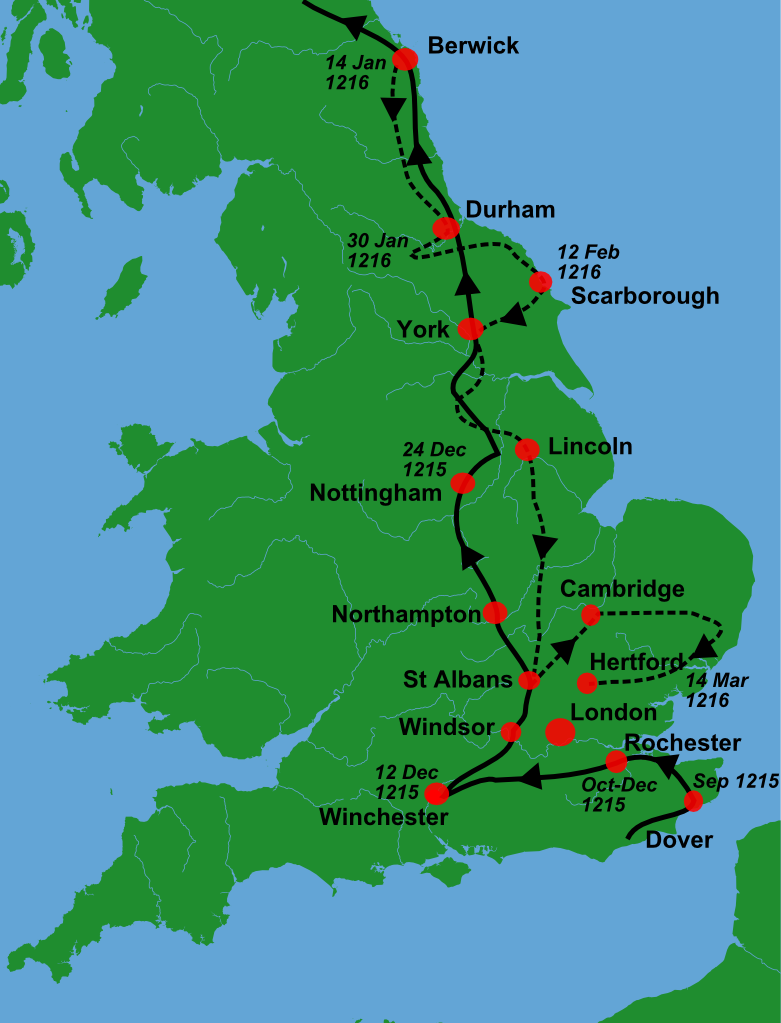
János hadmozdulatai 1215 szeptembere és 1216 márciusa között

A következő időszakben a fegyvereké volt a szó. Elsőként a lázadók foglalták el a Langton érsek birtokában lévő, stratégiai fontosságú, de alig őrzött rochesteri várát. Jánosnak elegendő pénze volt zsoldosok fogadására, és hívei között tudhatta a főurak egy részét is, például William Marshallt, Ranulf chesteri grófot vagy a határvidéki bárókat. A király védekező stratégiát választott: izolálta egymástól a felkelő bárókat, megvédte várait (a báróknak nem voltak megfelelő ostromeszközeik), biztosította a Flandriával való összeköttetést (ahonnan zsoldosokat hozatott), és megakadályozta, hogy a franciák partra szállhassanak. Az észak-walesi lázadással egyelőre nem foglalkozott.
A király novemberben egy klasszikus ostrommal (Reginald Brown történész szerint „az addigi egyik legnagyobb ostromművelet Angliában”) visszafoglalta Rochestert. Miután biztosította az ország délkeleti részét, hadserege felét William Longespée vezetésével London és Kelet-Anglia visszavételére küldte; ő maga pedig északra, Nottingham felé indult. A londoni felkelők csapdába estek, János pedig elfoglalta Nottinghamet, majd 1216 januárjában II. Sándor skót király felé vonult, aki szövetséget kötött a lázadó bárókkal. Egy gyors hadművelettel megszállta Sándor birtokait, és Edinburgh felé vette az irányt.
A bárók erre a francia trónörökös, Oroszlán Lajos (a későbbi VIII. Lajos francia király) segítségét kérték, aki II. Henrik unokáját vette feleségül, és ezen az alapon követelhette az angol trónt. Fülöp király nem támogatta nyíltan fia akcióját, akit a pápa kiátkozott János elleni hadjárata miatt. Miután úgy ítélte meg, hogy a skótok már nem jelentek veszélyt, János gyors iramban délre vonult, hogy fogadja a francia inváziót.
Az angol flottát szétszórta egy vihar, így Lajos ellenállás nélkül ért partot a kenti Thanet-szigeten 1216. május 21-én. János nem mert támadni; talán félt a csata kiszámíthatatlanságától vagy nem bízott az embereiben. Hívei egy része, köztük féltestvére, William Longespée át is állt Lajoshoz. Nyár végére a felkelők visszafoglalták Délkelet-Angliát és Észak-Anglia egyes részeit.

## Halála

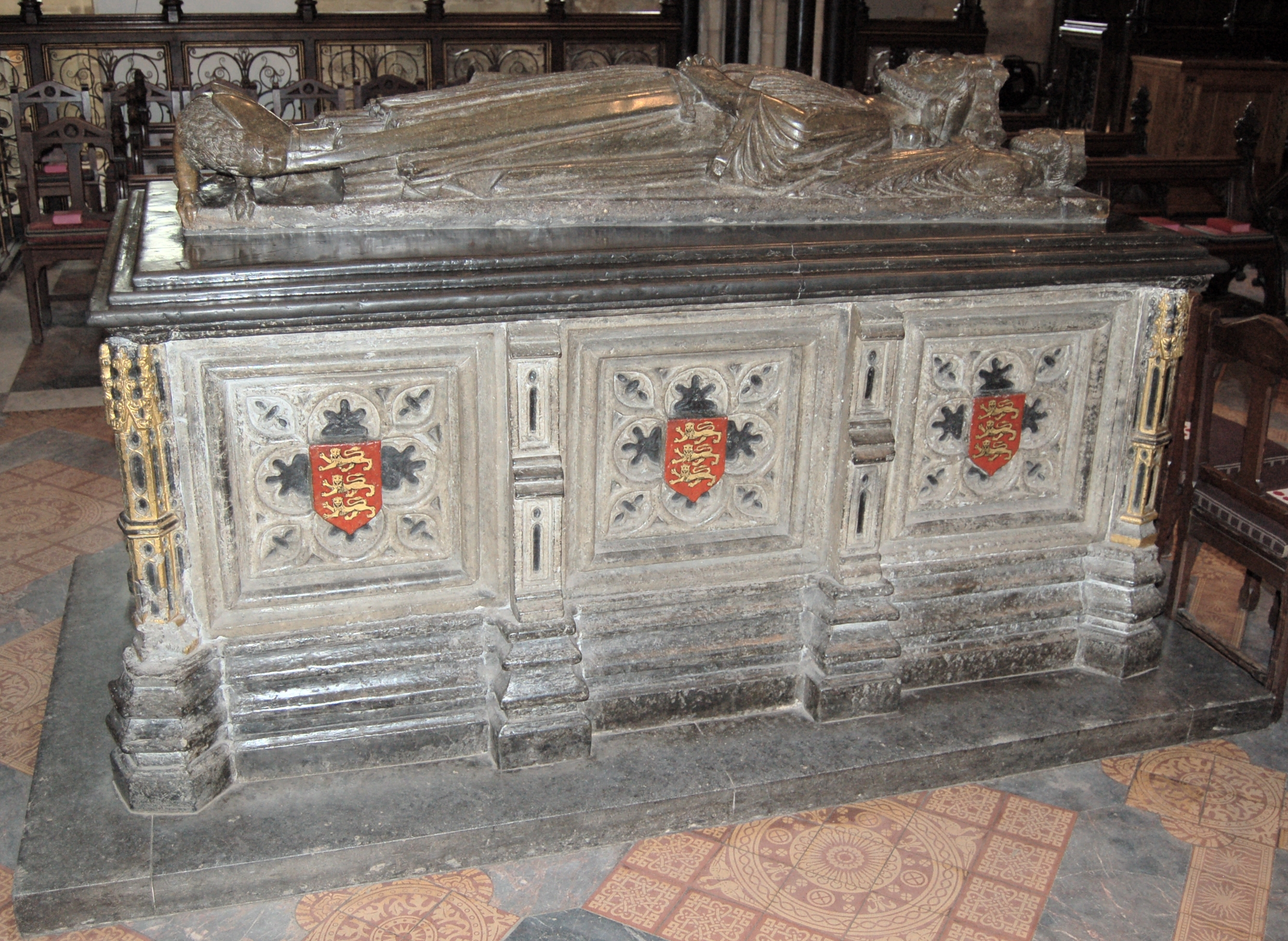
János király sírja Worcester katedrálisában

1216 szeptemberében János király támadásba lendült. Egy színlelt offenzívával elérte, hogy a Windsort ostromló erők elvonuljanak, majd Cambridge irányába haladva elvágta egymástól a lincolnshire-i és kelet-angliai ellenfeleit. Északnak vonulva elűzte a Lincolnt ostromló lázadókat. Innen visszament délkeletre, King's Lynnbe, ahol elkapta a vérhast. Eközben a skót király ismét Észak-Angliára támadt, elfoglalta Carlisle-t, és délnek vonult, hogy találkozzon Lajossal, és támogatásáért cserébe elismertesse vele hódítását. Jánosnak útközben majdnem sikerült elfognia. A Lajos és az angol főurak közti viszony kezdett megromlani, és többen (William Marshal fia, William Longespée) visszatértek Jánoshoz.
A király nyugatnak indult, de miközben átkelt a Norfolk és Cambridgeshire közötti hatalmas mocsárvidéken, állítólag a láp elnyelte málhás szekereinek egy részét, és elvesztek a koronaékszerek is.
János állapota útközben egyre romlott, és mire Newarkba ért, már képtelen volt továbbutazni. 1216 október 18-19. éjszakáján meghalt. A későbbi szóbeszédek szerint mérgezett sör vagy szilva okozta halálát, esetleg megcsömörlött a baracktól. Holttestét egy csapatnyi zsoldos Worcesterbe kísérte, ahol a helyi katedrálisban temették el Szt. Wulfstan oltára előtt. Ma is látható szarkofágja és síremléke 1232-ben készült el.
János halála után a főurak nagy része – William Marshal vezetésével – kilencéves fiára, III. Henrikre esküdött fel. Miután 1217-ben Lincolnnál és Dovernél vereséget mértek a franciákra, Oroszlán Lajos feladta trónigényét, és visszatért a kontinensre. Az aláírásakor semmibe vett Magna Cartát Marshal régenssége alatt ismét elővették, és némi változtatással erre alapozták az új kormányzati rendszert. III. Henrik hiábavalóan próbálta visszaszerezni Normandiát, és végül 1259-ben elismerte a hercegséget Franciaország részeként.

## Gyermekei
János első házassága Gloucesteri Izabellával gyermektelen maradt, és 1199-ben felbontották. Másodszor Angoulême-i Izabellát vette feleségül 1200-ban; a házasságból öt gyermek született.
- Henrik (1207–1272) Anglia királya
- Richárd (1209–1272) Cornwall grófja, Németország választott királya
- Johanna (1210–1238) feleségül ment II. Sándor skót királyhoz
- Izabella (1214–1241) feleségül ment II. Frigyes német-római császárhoz
- Eleonóra (1215–1275) feleségül ment ifjabb William Marshalhoz, Pembroke grófjához

Különböző szeretőitől legalább kilenc fia (Richard, Oliver, John, Geoffrey, Henry, Osbert Gifford, Eudes, Bartholomew és talán Philip) és három lánya (Joan, Maud és talán Isabel) született. Közülük Joan tett szert a legnagyobb hírnévre, amikor feleségül ment Llywelyn walesi herceghez.

## Megítélése

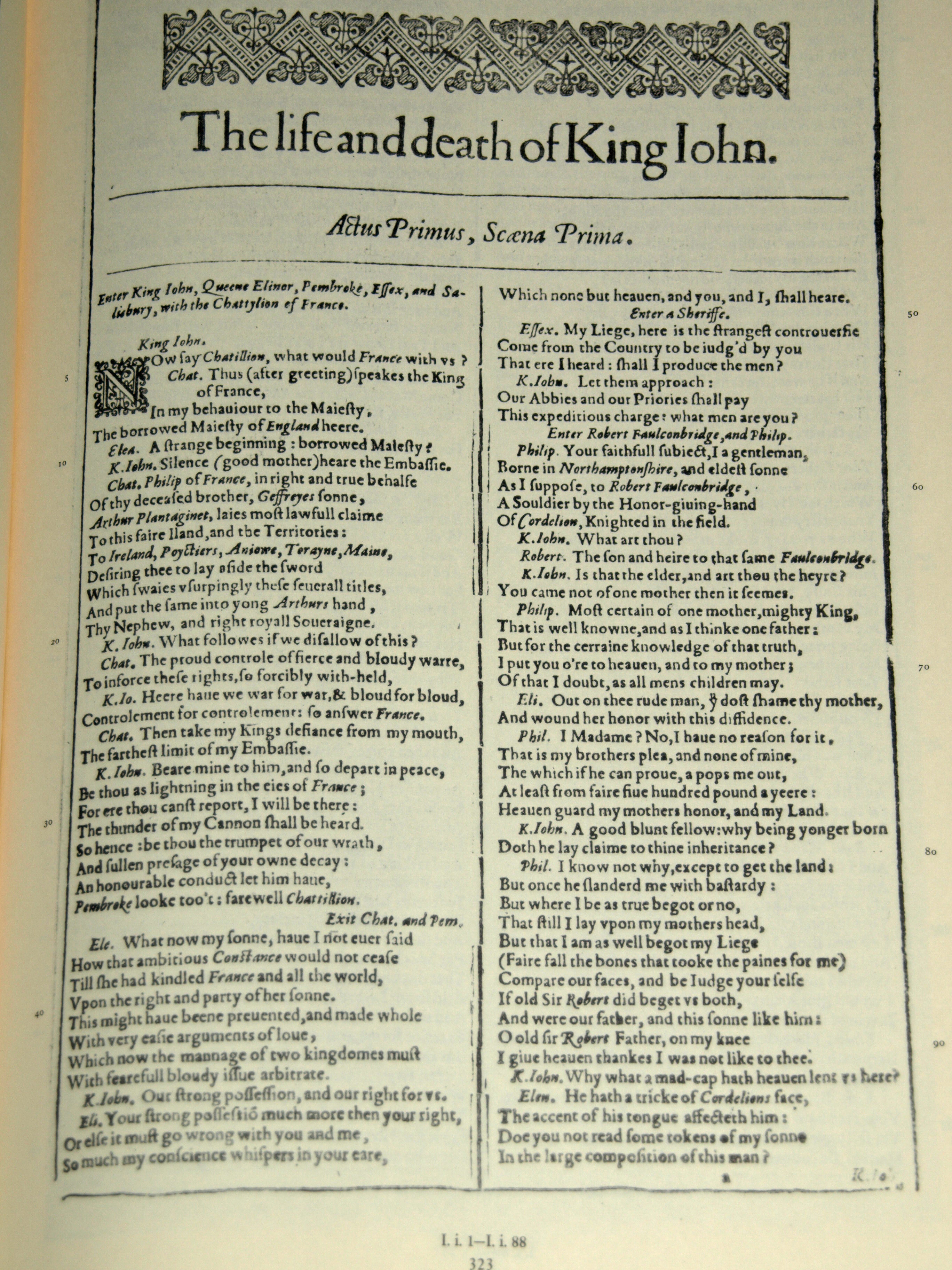
William Shakespeare: János király élete és halála

János megítélése sokat változott az évszázadok folyamán. A kortárs krónikások, mint Richard of Devizes, William of Newburgh vagy Ralph de Diceto általában negatívan álltak hozzá Richárd uralma alatti tevékenységéhez, de pozitívabban ítélték meg saját uralkodásának végét. A király későbbi, kimondottan negatív ábrázolása elsősorban a halála után író Roger of Wendover és Matthew Paris krónikásoknak köszönhető. Utóbbi azt is állította – alaptalanul – hogy János a marokkói kalifának megígérte, hogy segítségéért cserébe felveszi az iszlámot.
A 16. században a reformáció után kedvezően látták küzdelmét a pápával, John Foxe, William Tyndale és Robert Barnes egyféle korai protestáns hősként tekintettek rá. A 19. század történetírása egyrészt erkölcsi szempontból elítélte „majdhogynem emberfeletti gonoszságát”, másrészt a Magna Carta aláírását az angol alkotmányos fejlődés nagyon fontos állomásának tekintették.
János uralkodásának új interpretációja az 1940-es években jelent meg, amikor a történészek az elsődleges források feldolgozásával végre kiszabadultak a rosszindulatú krónikások befolyása alól. Újabban a Magna Cartát (bár későbbi alkotmányos értéke vitathatatlan) János szemszögéből csak egy félresikerült békeszerződésként értelmezik. A mai felfogás szerint János sikertelen uralkodó volt, de hibáit erősen felnagyították és eltúlozták. Bár „keményen dolgozó tisztviselő, tehetséges ember és tehetséges hadvezér” volt, ezt beárnyékolják „visszataszító, sőt veszélyes személyiségjegyei”, mint a kicsinyesség, rosszindulat és kegyetlenség.
A király népszerű ábrázolásainak egyik első képviselője Shakespeare János királya, amely kettős módon ábrázolja az uralkodót; egyrészt Róma machinációinak áldozata, preprotestáns mártír, másrészt gyenge és önző uralkodó. Modern megítélést nagyban befolyásolta Walter Scott Ivanhoe-ja amelyben az író a korabeli történészi elképzeléseknek megfelelően kimondottan negatív képet fest Jánosról. Scott regénye aztán a 19. és 20. századi Robin Hood-történetekre volt hatással, amelyekben János herceg a főgonosz szerepét játssza. Hollywood filmjeiben János karaktere már az 1922-es, fekete-fehér verzióban is kegyetlen és megkínoztatja ellenfeleit; az 1938-as színes, Errol Flynn közreműködésével készített Robin Hood kalandjai-ban puhány, arrogáns és gyáva. A történelmi regényekben és költeményekben János általában a hősként ábrázolt Oroszlánszívű Richárd vagy a határozott, férfias II. Henrik ellenpontjaként jelenik meg.

## Fordítás
Ez a szócikk részben vagy egészben  a   John, King of England című angol Wikipédia-szócikk ezen változatának fordításán alapul.  Az eredeti cikk szerkesztőit annak laptörténete sorolja fel. Ez a jelzés csupán a megfogalmazás eredetét és a szerzői jogokat jelzi, nem szolgál a cikkben szereplő információk forrásmegjelöléseként.